# TheOpenCD
TheOpenCD project – projekt, którego celem jest przedstawienie użytkownikom Microsoft Windows zalet wolnego oprogramowania (FOSS). Jest to obraz płyty CD, który można za darmo pobrać i dystrybuować na bazie licencji Open Source.
Podobnymi projektami są FreeCD, GNUWin II, WinLibre i Open Source Software CD.